# Marruecos en los Juegos Olímpicos
Marruecos en los Juegos Olímpicos está representado por el Comité Olímpico Nacional Marroquí, creado en 1959 y reconocido por el Comité Olímpico Internacional en el mismo año.
Ha participado en dieciséis ediciones de los Juegos Olímpicos de Verano, su primera presencia tuvo lugar en Roma 1960. El país ha obtenido un total de 26 medallas en las ediciones de verano: ocho de oro, cinco de plata y trece de bronce.
En los Juegos Olímpicos de Invierno ha participado en ocho ediciones, siendo Grenoble 1968 su primera aparición en estos Juegos. El país no ha conseguido ninguna medalla en las ediciones de invierno.

## Medallero

### Por edición
| Evento              | Oro | Plata | Bronce | Total |
| ------------------- | --- | ----- | ------ | ----- |
| Roma 1960           | 0   | 1     | 0      | 1     |
| Tokio 1964          | 0   | 0     | 0      | 0     |
| México 1968         | 0   | 0     | 0      | 0     |
| Múnich 1972         | 0   | 0     | 0      | 0     |
| Montreal 1976       | 0   | 0     | 0      | 0     |
| Moscú 1980          | –   | –     | –      | –     |
| Los Ángeles 1984    | 2   | 0     | 0      | 2     |
| Seúl 1988           | 1   | 0     | 2      | 3     |
| Barcelona 1992      | 1   | 1     | 1      | 3     |
| Atlanta 1996        | 0   | 0     | 2      | 2     |
| Sídney 2000         | 0   | 1     | 4      | 5     |
| Atenas 2004         | 2   | 1     | 0      | 3     |
| Pekín 2008          | 0   | 1     | 1      | 2     |
| Londres 2012        | 0   | 0     | 1      | 1     |
| Río de Janeiro 2016 | 0   | 0     | 1      | 1     |
| Tokio 2020          | 1   | 0     | 0      | 1     |
| París 2024          | 1   | 0     | 1      | 2     |
| TOTAL               | 8   | 5     | 13     | 26    |

| Evento           | Oro | Plata | Bronce | Total |
| ---------------- | --- | ----- | ------ | ----- |
| Grenoble 1968    | 0   | 0     | 0      | 0     |
| 1972 – 1980      | –   | –     | –      | –     |
| Sarajevo 1984    | 0   | 0     | 0      | 0     |
| Calgary 1988     | 0   | 0     | 0      | 0     |
| Albertville 1992 | 0   | 0     | 0      | 0     |
| 1994 – 2006      | –   | –     | –      | –     |
| Vancouver 2010   | 0   | 0     | 0      | 0     |
| Sochi 2014       | 0   | 0     | 0      | 0     |
| Pyeongchang 2018 | 0   | 0     | 0      | 0     |
| Pekín 2022       | 0   | 0     | 0      | 0     |
| TOTAL            | 0   | 0     | 0      | 0     |

### Por deporte
Deportes de verano
| Evento    | Oro | Plata | Bronce | Total |
| --------- | --- | ----- | ------ | ----- |
| Atletismo | 8   | 5     | 8      | 21    |
| Boxeo     | 0   | 0     | 4      | 4     |
| Fútbol    | 0   | 0     | 1      | 1     |
| TOTAL     | 8   | 5     | 13     | 26    |